# Campionati europei di ginnastica ritmica 2008
La XXIV edizione dei Campionati Europei di Ginnastica Ritmica si è svolta dal 5 al 7 giugno 2008, presso il Palasport Olimpico di Torino.
A questa edizione hanno partecipato ginnaste da 35 paesi.

## Logo
Il logo , firmato Pininfarina, si ispira alla musica e all'eleganza delle atlete e fonde una chiave di violino ed una figura femminile dalla postura eretta: la spirale tracciata nell'aria dal nastro di raso avvolge idealmente il profilo di una ginnasta, proprio come il ricciolo interno della chiave di violino va ad intrecciare, sul pentagramma, il rigo della nota Sol.

## Paesi partecipanti
- Armenia
- Austria
- Azerbaigian
- Belgio
- Bielorussia
- Bulgaria
- Cipro
- Croazia
- Estonia
- Finlandia
- Francia
- Georgia
- Germania
- Regno Unito
- Grecia
- Israele
- Italia
- Lettonia

- Lituania
- Norvegia
- Paesi Bassi
- Polonia
- Portogallo
- Rep. Ceca
- Romania
- Russia
- Serbia
- Slovacchia
- Slovenia
- Spagna
- Svezia
- Svizzera
- Turchia
- Ucraina
- Ungheria

## Le gare
Il 5 giugno, primo giorno di gara, si sono svolte le competizioni che vedevano, nella mattinata, protagoniste le ginnaste juniores impegnate alla fune e al cerchio e, nel pomeriggio, il concorso generale delle squadre senior, con la somma dei punteggi di entrambe le specialità (5 funi e 3 cerchi-4 clavette) e la qualifica alle finali di specialità.

Il secondo giorno di gara, il 6 giugno, sono scese in pedana le individualiste junores che, con l'esecuzione degli esercizi alla palla e al nastro, hanno completato la gara decretando la classifica per nazioni, sommatoria dei punteggi delle ginnaste della stessa nazione nelle diverse specialità. Nel pomeriggio hanno gareggiato le individualiste seniores: loro, al contrario delle juniores, hanno dovuto esibirsi in tutti e quattro gli attrezzi (fune, cerchio, clavette e nastro) e la classifica è stata data dalla somma dei quattro esercizi.

L'ultimo giorno, il 7 giugno si sono svolte le finali di specialità sia delle individualiste juniores (passavano le prime otto ginnaste per attrezzo), sia delle squadre seniores.

In un palazzetto pieno in ogni ordine di posto, si è poi svolta la cerimonia di chiusure e nella serata il galà, con esibizioni di alcune ginnaste juniores, seriores e squadre

## Risultati
| Evento                | Oro | Punti   | Argento | Punti   | Bronzo | Punti  |
| Senior                | |         | |         | |        |
| Concorso individuale  | Evgenija Kanaeva                                                                                          | 34.850  | Hanna Bezsonova | 33.400  | Ol'ga Kapranova | 32.150 |
| Concorso a squadre    | Russia Margarita Alijčuk Anna Gavrilenko Tat'jana Gorbunova Elena Posevina Natal'ja Zueva                 | 35.400  | Bielorussia Alesja Babuškina Nastassia Ivankova Zinaida Lunina Hlafira Marcinovič Ksenija Sankovič Alina Tumilovič | 34.725  | Italia Elisa Blanchi Fabrizia D'Ottavio Marinella Falca Daniela Masseroni Elisa Santoni Anželika Savrajuk            | 34.500 |
| 5 funi                | Italia Elisa Blanchi Fabrizia D'Ottavio Marinella Falca Daniela Masseroni Elisa Santoni Anželika Savrajuk | 17.475  | Bielorussia Alesja Babuškina Nastassia Ivankova Zinaida Lunina Hlafira Marcinovič Ksenija Sankovič Alina Tumilovič | 17.725  | Bulgaria Tzveta Kousseva Yolita Manolova Zornica Marinova Maya Paunovska Tatyana Tongova                             | 17.250 |
| 3 cerchi e 2 clavette | Russia Margarita Alijčuk Anna Gavrilenko Anna Gorbunova Elena Posevina Natal'ja Zueva                     | 17.725  | Italia Elisa Blanchi Fabrizia D'Ottavio Marinella Falca Daniela Masseroni Elisa Santoni Anželika Savrajuk          | 17.675  | 🇧🇾Bielorussia Alesja Babuškina Nastassia Ivankova Zinaida Lunina Hlafira Marcinovič Ksenija Sankovič Alina Tumilovič | 16.875 |
| Juniores              | |         | |         | |        |
| Concorso a squadre    | Russia Daria Andronova Diana Botsieva Dar'ja Dmitrieva Yana Lukonina                                      | 103.800 | Bielorussia Aljaksandra Narkevič Hanna Rabtsava Melicina Stanjuta                                                  | 100.950 | Ucraina Viktorija Mazur Hanna Rizatdinova Tatiana Zahododnya                                                         | 97.375 |
| Fune                  | Daria Andronova                                                                                           | 27.000  | Melicina Stanjuta                                                                                                  | 26.350  | Tsvetelina Stoyanova                                                                                                 | 24.350 |
| Cerchio               | Aljaksandra Narkevič                                                                                      | 26.050  | Diana Botsieva | 26.025  | Gabriela Kirova | 25.375 |
| Palla                 | Yana Lukonina                                                                                             | 26.825  | Boyanka Angelova                                                                                                   | 26.400  | Hanna Rabtsava | 26.025 |
| Nastri                | Dar'ja Dmitrieva                                                                                          | 26.500  | Melicina Stanjuta                                                                                                  | 25.625  | Federica Febbo | 25.300 |

## Medagliere
| Pos.   | Paese       | Oro | Argento | Bronzo | Totale |
| ------ | ----------- | --- | ------- | ------ | ------ |
| 1      | Russia      | 7   | 1       | 1      | 9      |
| 2      | Bielorussia | 1   | 5       | 1      | 7      |
| 3      | Italia      | 1   | 1       | 2      | 4      |
| 4      | Bulgaria    | 0   | 1       | 4      | 5      |
| 5      | Ucraina     | 0   | 1       | 1      | 2      |
| Totale | Totale      | 9   | 9       | 9      | 27     |